# Александровская (Верховский сельсовет)
Александровская — упразднённая деревня в Тарногском районе Вологодской области России.

## География
Урочище находится в северо-восточной части области, в подзоне средней тайги, на правом берегу реки Уфтюги, на расстоянии примерно 26 километров (по прямой) к западу от села Тарногский Городок, административного центра района.

### Климат
Климат характеризуется как умеренно континентальный, с продолжительной холодной зимой и умеренно тёплым летом. Среднегодовая температура воздуха — +1,5 °C. Средняя температура воздуха самого холодного месяца (января) — −13,6 °C (абсолютный минимум — −52 °C), средняя температура самого тёплого (июля) — +16,8 °С (абсолютный максимум — +37 °С). Вегетационный период длится 115 дней. Среднегодовое количество атмосферных осадков составляет 667 мм, из которых около 67 % выпадает в тёплый период. Снежный покров держится в течение 168 дней. В течение года преобладают ветра юго-западного направления. Среднегодовая скорость ветра 3,3 м/с.

## История
Упоминается в 1623 и 1685 годах как пустошь Александровская Поцкой волости.
В «Списке населенных мест Вологодской губернии по сведениям 1859 года» населённый пункт упомянут как удельная деревня Александровская (Пустошь нижняя) Тотемского уезда, расположенная при реке Уфтюге, в 65 верстах от уездного города. В деревне имелось 4 двора и проживало 30 человек (10 мужчин и 20 женщин). В 1881 году входила в состав Спасской волости.
По данным 1926 года в деревне имелось 8 хозяйств и проживало 38 человек (21 мужчина и 17 женщин).
Действовал колхоз «Красная нива». По состоянию на 1 января 1973 года входила в состав Верховского сельсовета Тарногского района.